# Cessna DC-6

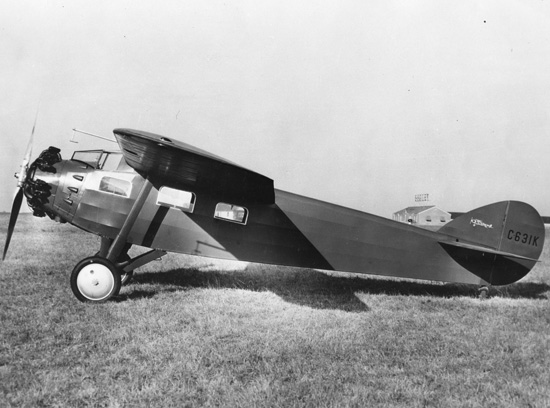
Cessna DC-6B

Cessna DC-6 — американский лёгкий самолёт компании «Cessna».

## История
DC-6 был уменьшенной четырёхместной версией шестиместного Cessna CW-6. Производство самолёта началось в феврале 1929 года в двух версиях: DC-6A и DC-6B. Обе версии были сертифицированы 29 октября 1929 года. Крушение на Уолл-стрит в тот день и последующая депрессия снизили спрос на самолёт, и было выпущено только около 20 экземпляров каждой модели.
В ВВС США самолёт использовался под названием UC-77/UC-77A.

## Эксплуатация
Использовался в качестве частных пассажирских самолётов. Модификации DC-6A и DC-6B также использовались в качестве самолётов для доставки газет и были задействованы как самолёты связи в ВВС США в 1942 году.

## Модификации
DC-6Оригинальный самолёт, оснащённый двигателем Curtiss Challenger мощностью 170 л. с. (130 кВт), разрабатывался как уменьшенная в масштабе Cessna CW-6.
Model DC-6A ChiefОснащён двигателем Wright R-975 (J-6-9) Whirlwind мощностью 300 л. с. (220 кВт) ; 20 построено.
Модель DC-6B ScoutОснащён двигателем Wright J-6-7 (R-760) мощностью 225 л. с. (168 кВт) ; 24 построено.
UC-77Военное обозначение четырёх DC-6A, принятых на вооружение ВВС США.
UC-77AВоенное обозначение четырёх DC-6B, принятых на вооружение ВВС США.
Отметим, что обозначения UC-77B, UC-77C и UC-77D не были DC-6, они использовались для других моделей Cessna.

## Технические характеристики

### Общие характеристики
- Экипаж: 1-2 пилота
- Вместимость: 4-5 пассажиров, всего 6 мест
- Длина: 8,59 м
- Размах крыла: 14,63 м
- Площадь крыла: 24,9 м²
- Высота: 2,34 м
- Силовая установка: 1 × Wright J-6-9 9-цилиндровый звездообразный двигатель воздушного охлаждения, 300 л. с. (220 кВт)

### Лётные характеристики
- Максимальная скорость: 249 км/ч
- Крейсерская скорость: 210 км/ч
- Скорость сваливания: 87 км/ч
- Дальность: 970 км